# Pascasi Radbert
Pascasi Radbert (Soissons, Picardia, ca. 792 - Corbie, 26 d'abril de 865) fou un monjo benedictí, abat de l'Abadia de Corbie i important autor eclesiàstic. És venerat com a sant per diverses confessions cristianes-
En néixer, fou abandonat a l'escala de l'església de Notre Dame de Soissons; recollit per les monges, fou criat al convent de Sant Pere, on fou batejat amb el nom de Radbert. Als 22 anys ingressà com a monjo a l'abadia benedictina de Corbie, prop d'Amiens, i hi prengué el nom de Pascasi. Adelard de Corbie, Sant Òscar, el bisbe Otó de Beauvais i l'abat Guarí de Corvey esmenten Pascasi com un dels seus millors deixebles.
Entre 822 i 849, Pascasi viatjà per França, Alemanya i Itàlia. Ajudant de l'abat Vala de Corbie, en 843 fou elegit abat de Corbie, però cap al 851 hi renuncià per l'oposició dels seus monjos; no se sap del cert si el conflicte venia donat per problemes de disciplina o de doctrina. Es retirà al monestir de Centula (avui Saint-Riquier), on seguí estudiant, dedicat a la filosofia i la teologia «per ésser nodrit a la tardor de la vida amb la llet de les Escriptures». Anys després tornà a Corbie com a monjo, continuant escrivint sobre història i teologia. Hi morí el 26 d'abril de 865 i, per voluntat pròpia, fou enterrat al tros dels pobres i servents de l'abadia.

## Obra escrita
Les seves obres són un Comentari al Llibre de les lamentacions i De Corpore et Sanguine Domini (831 - 844), la més important. Escrita per instruir els monjos saxons, és la primera monografia doctrinal sobre l'eucaristia. Pascasi sosté que el pa és la transsubstanciació de la carn nascuda de Maria, que patí a la creu i ressuscità, i que en l'eucaristia es multiplica per l'omnipotència divina; a l'hòstia és present el veritable cos de Crist i el seu cos espiritual que, unint-se al de qui combrega, en "nodreix l'ànima i eleva la carn mateixa a la immortalitat i la incorruptibilitat". Aquesta concepció, però, fou atacada per Ratramnus de Corbie, que en la seva obra del mateix títol, considerava l'eucaristia com una mera commemoració de la Passió de Crist, i per Raban Maur, per a qui el cos present a l'hòstia no és el cos històric de Crist, sinó un producte de la consagració de l'Esperit Sant.
En 847 dedicà a les monges de Soissons De partu virginis, on sosté la realitat i el caràcter sobrenatural de la concepció immaculada de Crist i de l'eucaristia. Escrigué una biografia d'Adelard de Corvey, De vita Adhalardis Corbiensis abbatis. Entre les obres exegètiques, també hi ha comentaris a l'Evangeli segons Mateu i una exposició del psalm 45. De nativitate Sanctae Mariae parla sobre la naturales de la Mare de Déu i del naixement de Crist.
Se li atribueix la novena epístola del Pseudo-Jeroni, Cogitis me, document important sobre l'Assumpció de Maria. També es pensa que pot haver participat en la redacció de les falses Decretals del Pseudo-Isidor.

## Veneració
El 12 de juliol de 1058 el seu cos fou portat a l'església abacial, amb els honors reservats als sants i el seu nom fou inclòs al calendari litúrgic de Corbie, quedant així canonitzat. La seva memòria se celebra el 26 d'abril.
El seu sepulcre, encara conservat a Corbie, fou inventariat com a monument històric francès el 1907.